# Prästmon

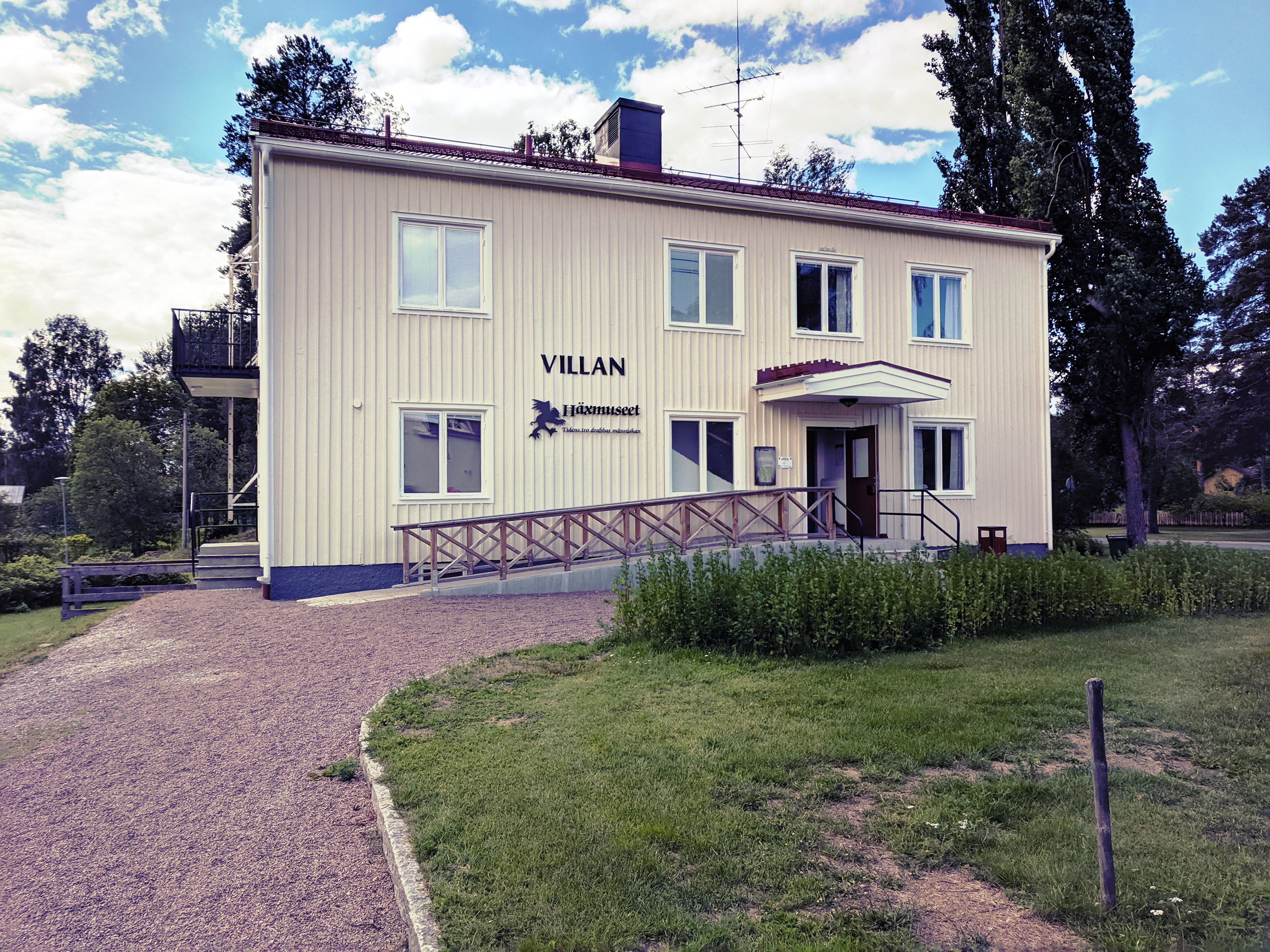
Häxmuseet.

Prästmon är en småort i Torsåkers socken i Kramfors kommun, Västernorrlands län.  
Orten ligger nära kyrkbyn Torsåker och uppstod som stationsort, där järnvägsstationen fick detta namn. I Hola by, nära Torsåkers kyrka och nu en del av tätorten, startades Hola folkhögskola 1896 i en byggnad som hade varit tingshus för Boteå tingslag. På folkhögskolans område ligger även Häxmuseet, med en utställning om häxprocessen i Torsåker i slutet av 1600-talet. Strax söder om orten ligger sedan 2010/2011 järnvägsstationen Västeraspby.
Prästbäcken var namnet på ångbåtsbryggan vid Ångermanälven, trafikerad till 1939.
Vid Prästmon ligger resterna av Styresholms borg. I Prästmons närhet finns även flygplatsen Höga Kustens flygplats.

## Befolkningsutveckling
| Befolkningsutvecklingen i Prästmon 1960–2015                                  | Befolkningsutvecklingen i Prästmon 1960–2015 | Befolkningsutvecklingen i Prästmon 1960–2015 | Befolkningsutvecklingen i Prästmon 1960–2015 | Befolkningsutvecklingen i Prästmon 1960–2015 |
| ----------------------------------------------------------------------------- | -------------------------------------------- | -------------------------------------------- | -------------------------------------------- | -------------------------------------------- |
|                                                                               |                                              |                                              |                                              |                                              |
| År                                                                            |                                              |                                              | Folkmängd                                    | Areal (ha)                                   |
| 1960                                                                          | 1960                                         |                                              | 195                                          | ¤                                            |
| 1965                                                                          | 1965                                         |                                              | 215                                          |                                              |
| 1990                                                                          | 1990                                         |                                              | 158                                          | 28#                                          |
| 1995                                                                          | 1995                                         |                                              | 173                                          | 54#                                          |
| 2000                                                                          | 2000                                         |                                              | 140                                          | 53#                                          |
| 2005                                                                          | 2005                                         |                                              | 122                                          | 53#                                          |
| 2010                                                                          | 2010                                         |                                              | 113                                          | 53#                                          |
| 2015                                                                          | 2015                                         |                                              | 96                                           | 44#                                          |
| Anm.: Tätort 1965. ¤ Som tätortsbebyggelse med 150-199 invånare # Som småort. |                                              |                                              |                                              |                                              |

## Personer från orten
- Erik Beckman bodde en tid i Prästmon och arbetade då som lärare på Hola folkhögskola. Erik Beckman började utge litterära verk under sin tid på skolan, först diktsamlingen Farstu.

- Åsa Beckman växte upp i Prästmon. Hon är idag biträdande kulturchef på Dagens Nyheter och skriver i Nyhetskrönikan ibland om livet i Prästmon.